# The Gamblers (film, 1929)
Pour les articles homonymes, voir The Gamblers.
Pour plus de détails, voir Fiche technique et Distribution.
The Gamblers est un film américain réalisé par Michael Curtiz, sorti en 1929.
Le film est considéré comme perdu,

## Fiche technique
- Réalisation : Michael Curtiz
- Scénario : J. Grubb Alexander (en), De Leon Anthony, d'après la pièce de Charles Klein
- Photographie : William Rees
- Musique : Alois Reiser
- Montage : Thomas Pratt
- Société de production : Warner Bros
- Date de sortie : 
  - États-Unis : 29 juin 1929

## Distribution
- H. B. Warner : James Darwin
- Lois Wilson : Catherine Darwin
- Jason Robards Sr. : Carvel Emerson
- George Fawcett : Emerson Sr.
- Johnny Arthur : George Cowper
- Frank Campeau : Raymond
- Pauline Garon : Isabel Emerson
- Charles Sellon : Tooker
- Edmund Breese